# Іо (міфологія)

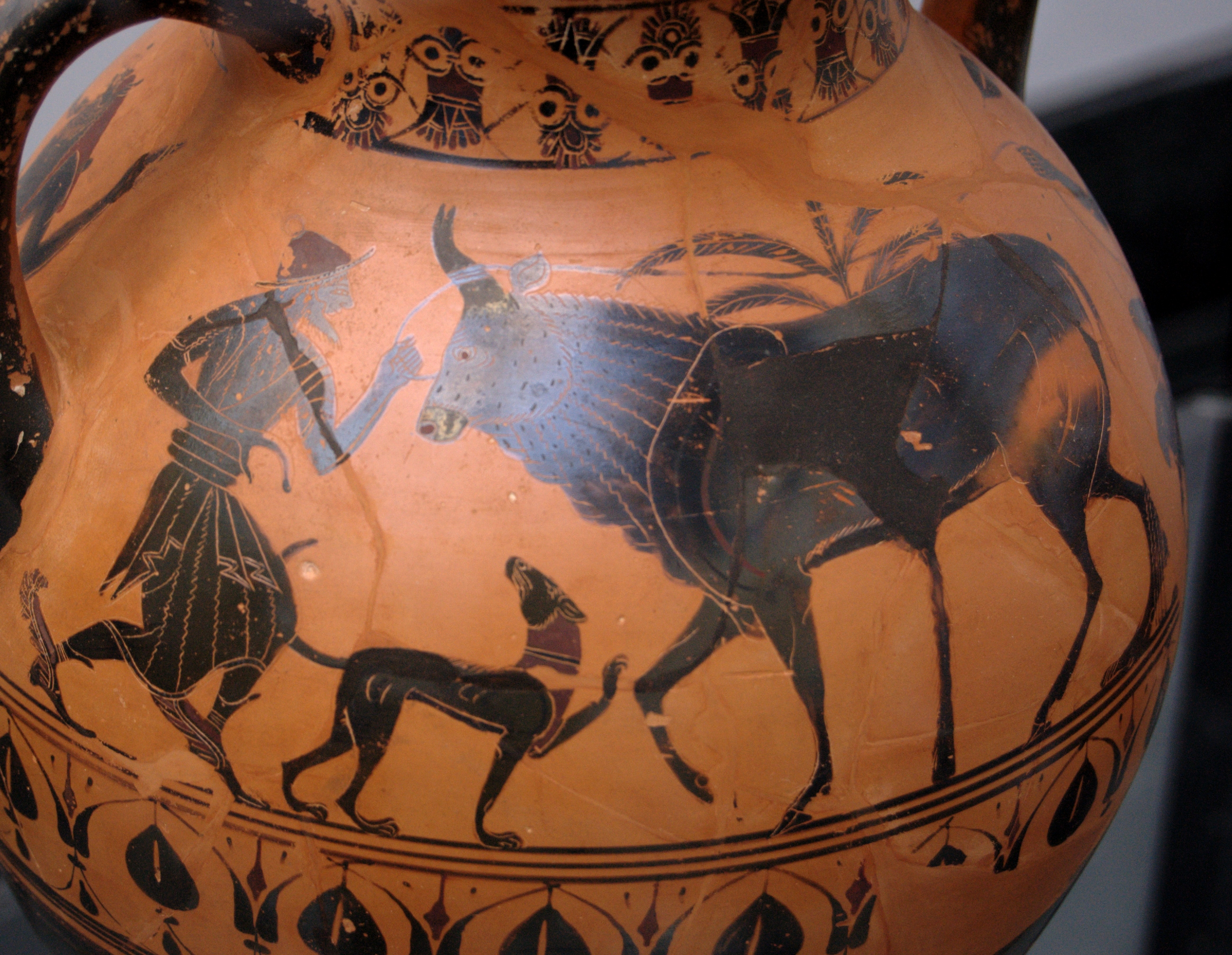
Іо під сторожею Аргоса

Іо́ (грец. Ιώ) — дочка царя Аргосу Інаха. Однак це батьківство суперечить відомостям, що першою коханою Зевса стала Ніоба (дочка Форонея), внучка Інаха. За іншими версіями, Іо — або дочка Яса, або (згідно з Гесіодом і Акусілаєм) дочка Пірена, або дочка Арестора. Згідно з Істром, дочка Прометея (змішана з Ісідою), за іншими — Гермеса, за Антікліда Афінського — дочка Прометея і дружина Діоніса. Жриця Гери, коханка Зевса. Ревнива Гера обернула Іо на корову й наказала Аргосові стерегти її (варіант: Зевс сам обернув Іо на корову, щоб урятувати від помсти Гери). Коли Гермес убив Аргоса, Гера наслала на Іо страшного ґедзя. Від його укусів Іо тікала через моря й суходіл і добігла до Єгипту, де Зевс повернув їй людську подобу. У Єгипті Іо народила Епафа. В елліністичну епоху Іо ототожнювали з Ісідою. Греки вважали, що Іонічне море названо на честь Іо (проте назва моря походить від грецького племені іонян).

## Іо і Зевс
Прекрасна Іо була жрицею аргівської Гери, її спокусив Зевс. Ревнива богиня дізналася, що її чоловік Зевс закохався в Іо. Під час сварки між подружжям Іо була перетворена на білу корову. Деякі стверджують, що її перетворила Гера, інші говорять, що це зробив сам Зевс, дав брехливу клятву, що він не любив прекрасну дівчину. З тих пір ті, що дають клятви про кохання не накликають гніву богів у разі їх порушення.
Гера впросила Зевса подарувати їй цю корову і доручила тисячеокому Аргосу Панопту таємно відвести її в Немейський оливковий гай. Зевс, у свою чергу, звернувся до свого сина — бога злодійства та обману Гермеса — з тим, щоб він врятував Іо. Гермес приспав Аргоса грою на флейті, а потім відрубав йому голову.
Звільнена Іо, однак, як і раніше залишалася в образі мовчазної корови. Дізнавшись про те, що Аргус не впорався з дорученням, Гера створила страшного овода з тим, щоб він всюди переслідував і жалив Іо.

## Поневіряння Іо
Марно Іо втікала від нього, спочатку потрапивши в Додону і досягнувши моря, яке з тих пір носить назву Іонічного, потім на північ, через Боспор Кімерійський, який і отримав від цього свою назву (Βόσπορος — коров'ячий брід), до Азії. Після переправи зупинилася в місцевості, що називалася Коровою. Повернула розум в Канобі (Єгипет). За іншою версією, народила Епафа в печері на Евбеї.
Згідно з Овідієм, вона перетворена в корову і після поневірянь народила на берегах Нілу сина Епафа. Зевс присягнувся Гері, що не буде любити Іо, і Гера повернула їй колишній вигляд. Згідно з Есхілом, Зевс оволодів нею у вигляді бика вже після того, як вона перетворилася в корову. Є ще розповідь, що вона зачала сина, коли Зевс торкнувся її рукою. За тлумачення, з'явилася до Єгипту як засватана наречена.
Лише в Єгипті звільнилася вона від переслідувань і знову прийняла людську подобу. Тут від Зевса в неї народився син Епаф, який (за грецьким сказанням) став царем Єгипту і збудував місто Мемфіс. Від цього Епафа, через Лінкея і Гіпермнестру, розпочалася стародавня аргоська династія Персеїд. Мати Геракла у дванадцятому коліні.
За іншою версією вийшла заміж за єгипетського царя Телегона. Також у часи пізньої античності був широко поширений варіант міфу, згідно з яким у Єгипті вона стала богинею Ісідою. Нарешті, по ще одним тлумаченням, була перетворена на сузір'я Тельця.

## Іо в культурі
Мотиви міфа про Іо відбито в давньому грецькому вазописі (де вона здебільшого постає у вигляді корови) та в пізнішому європейському живописі (Корреджо, Я. Йордане, Рембрандт та ін.).